# كريستوفر بوين
كريستوفر بوين (بالإنجليزية: Christopher Bowen)‏ هو ممثل بريطاني، ولد في 20 أكتوبر 1959.

## وصلات خارجية
- كريستوفر بوين على موقع IMDb (الإنجليزية)
- كريستوفر بوين على موقع قاعدة بيانات برودواي على الإنترنت (الإنجليزية)
- كريستوفر بوين على موقع قاعدة بيانات الفيلم (الإنجليزية)